# Апшакбеляк
Апшакбеля́к (мар. Апшакплак) — деревня в городском округе Йошкар-Олы Республики Марий Эл (Россия). Деревня находится в ведении Семёновского территориального управления администрации города. Самый маленький по численности населения и площади населённый пункт в территориальном управлении.

## География
Находится в 7 километрах к северо-востоку от села Семёновка и в 1,5 км от объездной автодороги «Вятка».

## Название
Название деревни происходит от марийского «апшат» — кузнец. Деревню в XVIII веке называли «марийский Апшакплак», где жил род Апшак. Скорее всего, здесь находился центр металлообработки. «Беляк» с марийского переводится как окру́га, определённая родовая территория.

## История
Первое упоминание деревни относится к 1723 году, когда там проводилась первая ревизия. Деревня входила в Коминскую волость Царевококшайского уезда. В деревне проживало 58 мужчин (марийцы, ясачные крестьяне), насчитывалось 11 дворов, из них 2 пустых.
По данным IV ревизии в 1782 году в деревне Апшакбеляк проживало 62 мужчины и 54 женщины.
По данным V ревизии в 1795 году в деревне Апшакбеляк Большой и Малой Мананских волостей проживало 46 мужчин, 55 женщин (марийцы, государственные крестьяне), насчитывалось 3 двора.
В 1839 году в деревне Апшакбеляк Русскокукморского общества Петриковской волости проживало 43 мужчины, насчитывалось 12 дворов.
В 1859 году в деревне проживало 68 мужчин, 67 женщин, насчитывался 21 двор.
В 1902 году имелась бакалейная лавка.
В 1921 году в деревне Апшакбеляк Петриковской волости Краснококшайского кантона проживало 109 человек, насчитывалось 11 дворов.
В январе 1925 года деревня (в которой проживало 133 человека — все марийцы) включена в Кузнецовский район Краснококшайского кантона.
В сентябре 1931 года организован колхоз «Правда». Имелись небольшая ферма крупного рогатого скота, кузница, конюшня, овцеферма, к 1945 году появилась птицеферма.
В 1932 году в деревне Апшакбеляк Кузнецовского сельсовета Йошкар-Олинского района проживало 129 человек, в том числе 117 марийцев, 12 русских.
В годы Великой Отечественной войны мужское население деревни, более 20 человек по призывному возрасту, было призвано на фронт, из них 10 человек погибли.
В 1945 году в деревне проживало 12 взрослых мужчин, 46 женщин, 3 подростка (всего 103 человека), насчитывалось 28 дворов.
В 1950 году колхоз «Правда» вошёл в состав колхоза им. Сталина. Тогда в деревне было 29 дворов.
В 1959 году в деревне Апшакбеляк Кузнецовского сельсовета Медведевского района проживало постоянного населения 44 мужчины, 51 женщина, наличное население в момент переписи — 43 мужчины, 49 женщин. Лиц 18 лет и старше: постоянное население — 59 человек, наличное население — 57 человек. Преобладали марийцы.
В связи с образованием в 1977 году совхоза «Овощевод» в мае 1978 года Постановлением Президиума Верховного Совета Марийской АССР деревня Апшакбеляк из состава Кузнецовского сельсовета Медведевского района передана в состав Семёновского сельсовета Ленинского района Йошкар-Олы.
Тогда в деревне насчитывалось 16 хозяйств, проживало 52 человека.
В 2002 году проживало 12 мужчин и 15 женщин, все марийцы, насчитывалось 14 дворов.
С образованием городского округа «Город Йошкар-Ола» деревня Апшакбеляк находится в подчинении Семёновского территориального управления администрации городского округа.

## Население
| 2010 | 2012 | 2015 | 2016 | 2017 | 2018 |
| ---- | ---- | ---- | ---- | ---- | ---- |
| 28   | →28  | ↗32  | ↘28  | ↘27  | ↗35  |